# Retidrillia
Retidrillia é um gênero de gastrópodes pertencente a família Borsoniidae.

## Espécies
- Retidrillia megalacme (Sykes, 1906)
- Retidrillia pruina (Watson, 1881)
- Retidrillia willetti (Dall, 1919)